# Нино Николов
Нино Якимов Николов е български поет, преводач и публицист.

## Биография
Роден е в Троян на 29 април 1933 г. Завършва гимназия в София през 1950 г. и журналистика и унгарска филология в Будапещенския университет „Йотвьош Лоранд“ (1955).
Специализира естетика в Будапеща (1956 – 1959) и международни отношения в Москва (1960 – 1962).
Първата му работа е като референт в Комитета за приятелство и културни връзки с чужбина (1956). След това е ангажиран в будапещенското бюро на БТА (1957), в Министерството на вътрешните работи (1960) и в Министерството на външните работи (1963). Основател и пръв ръководител е на Информационния център за преводна литература и главен редактор на бюлетина „Книгите по света“ (1963 – 1966), а след това завеждащ Външния отдел на вестник „Литературен фронт“ (1966 – 1969).
Директор на Българския културен център в Будапеща (1969 – 1972; 1984 – 1989). Заместник-председател на Комитета за приятелство и културни връзки с чужбина (1972 – 1974). От 1974 до 1979 г. е главен секретар на Съюза на преводачите в България.
Член е на Съюза на българските писатели и председател на Творческия фонд на СБП (1979 – 1984).
Заместник главен редактор на вестник „Литературен фронт“ (1989 – 1990). Преподавател по унгарска литература в Софийския университет (1990 – 1993). Заместник-председател на българския ПЕН клуб (от 1994).
Лириката на Нино Николов е превеждана на руски, унгарски, немски, чешки, полски и други езици. Автор на остри публистични статии, есета и художествени преводи от унгарски, руски и английски език, повечето от които са издадени в отделни книги и сборници. Превежда книги от Ц. Вереш, Сулейман Сталски, Тибор Бартош, Алексей Арбузов, Атила Йожеф, И. Сабо, Ф. Шанта, Михаил Лермонтов, Шандор Петьофи, Ласло Над, както и творби на английски, руски и унгарски писатели.
Умира на 6 април 2002 г. в София.

## Признание
Носител е на Голямата награда на СПБ (1993).
Удостоен е със Звезден орден на Унгария и с финландския орден „Златен лъв“, I степен.

### Поезия
- Споделени минути. Стихотворения. София: Български писател, 1959, 92 с.
- Годините не си приличат. София: Народна култура, 1967, 62 с.
- Светлини край релсите. Стихове. 1967
- Всяко завръщане е мълчаливо. Стихотворения. 1972
- Безсъние. София: Български писател, 1974, 64 с.
- Присъствието на морето. Варна: Георги Бакалов, 1975, 64 с.
- И отраженията на далечен бряг. София: Български писател, 1976, 76 с.
- Стихотворения. София: Народна младеж, 1977, 172 с.
- Лято, четвъртък. Стихове. Пловдив: Христо Г. Данов, 1979, 76 с.
- Поеми. 1979
- Жълтурче в пощенска кутия. Поема за юноши с пощенска марка. София: Народна младеж, 1980, 40 с.
- Събуждане в септември: Поеми за юноши. София: Български писател, 1981, 56 с.
- Докато стъпките се разминават: Лирически поеми. Пловдив: Христо Г. Данов, 1982, 165 с.
- Като дъх. Варна: Георги Бакалов, 1983, 56 с.
- Никулден: Избрана лирика. София: Български писател, 1983, 238 с.
- След Колумб. Лирика. София: Народна младеж, 1983, 52 с.
- Красимира в бяло. Любовна лирика. 1987
- Пустеят клоните. Осмостишия. Варна: Георги Бакалов, 1989, 76 с.
- Свечеряване. Осмостишия. София: Захарий Стоянов, 2000, 114 с.
- Безсъние. 2003

### Документалистика
- Да обикнеш Унгария. София: Партиздат, 1980, 178 с.

### Преводи
- Млади унгарски поети
- Нова финландска поезия
- Золтан Кирай, Диви круши с мед. София: Еврика, 1991
- Калевала (Фински народен епос). Състав. Елиас Льонрот. София: Народна култура, 1992 (2003) ISBN 954-04-0042-2
- Цимбал. Унгарски народни песни и балади. София: Лице, 1994
- Горчива чаша. Унгарска антология. София: Христо Ботев, 1996, 320 с. ISBN 954-445-468-3
- Ново средновековие. София: Лице, 1999 ISBN 954-8317-64-8
- Ласло Наги, С лице към морето. София: ИЦ Боян Пенев, 2000
- Йозеф Уташи, Сирак на звезди. София: Литературен форум, 2000 ISBN 954-740-013-4
- Щастлива нощ. Пловдив: Галерия Волар, 2000 ISBN 954-8533-05-7
- Делириум в лятна нощ. Съвременни унгарски поети. София: Пламък, 2008, 150 с. ISBN 978-954-8046-90-9